# Niccolò Pezzana
Niccolò Pezzana  (hrv. Nikola Pezzana ili Peccana, 17. – 18. stoljeće) je bio talijanski urednik i izdavač aktivan u Veneciji u drugoj polovici 17. i prvoj polovici 18. stoljeća.
Izdao je između ostaloga, 1682. Vilu Slovinku Jurja Barakovića, 1669. Nauk karstianski Matije Divkovića, te 1716. Zarcalo istine bugarsko-hrvatskog katoličkog pisca Krste Pejkića. 